# جوني كورهونين
جوني كورهونين (بالفنلندية: Joni Korhonen)‏ (8 فبراير 1987 بإسبو في فنلندا - ) هو لاعب كرة قدم فنلندي في مركز الوسط. لعب مع اتش آي اف كي ونادي بونر وهونكا وFC Viikingit ‏ وKlubi 04 ‏ وAC Oulu ‏ وPK-35 (men) ‏ وKyrkslätt Idrottsförening ‏ وFC Espoo ‏.

## وصلات خارجية
- جوني كورهونين على موقع قاعدة بيانات كرة القدم.إي يو (الإنجليزية)
- جوني كورهونين على موقع Soccerway.com (الإنجليزية)